# 高橋房次
高橋 房次（たかはし ふさじ、1882年12月18日 - 1960年6月29日）は、日本の医師。高木兼寛の「病気を診ずして病人を診よ」の言葉に感銘を受け、北海道白老町で地域医療に貢献した。アイヌも和人も差別せず、貧しい者からは治療代もとらなかった。患者の往診の依頼があれば大雪や吹雪の中でも深夜でも絶対に断らなかった。自身が賞を贈られることについては信条に反することであった。「コタンの赤ひげ」とか「コタンのシュバイツァー」とも呼ばれる。白老小学校に胸像が建てられた。

## 略歴
栃木県下都賀郡間々田村（現・小山市）生まれ。間々田尋常小学校、栃木県立中学校を経て済生学舎で学ぶ。1903年、医師国家試験に合格。日露戦争では従軍医として召集された。警視庁検疫委員（検視官）の仕事に就くが2年ほどで辞めた。1907年、小樽の医院に研修医として籍を置く。房次26歳の時に結婚。1909年、青森県田名部町（現・むつ市）の町立田名部病院（現・むつ総合病院）に研修医として勤務。1915年、日高国高江村（現・新冠町）で開業。1920年、石狩地方広島村輪厚で開業。1922年、北海道庁立白老病院の院長に迎えられた。1937年、北海道庁立白老病院が閉鎖されたが地元の人たちの協力で高橋医院として再出発した。

## 受賞歴
- 白老町名誉町民 1955年
- 北海道の医師会による表彰 1957年
- 北海道文化賞 1959年